# Liu Yu
Pour les articles homonymes, voir Wudi.
Song Wudi, de son nom personnel Liu Yu(劉裕), est le fondateur de la dynastie Song du Sud (420-479). Il régna de 420 à 422 et fit assassiner Gongdi, dernier empereur de la première dynastie Jin.